# John Percival Lyle
Pour les articles homonymes, voir Lyle.
John Percival Lyle (14 juillet 1878-1968) est un fermier et homme politique provincial canadien de la Saskatchewan. Il représente la circonscription de Lloydminster à titre de député du Parti libéral de la Saskatchewan de 1912 à 1917.

## Biographie
Né à Barnstaple dans le North Devon en Angleterre, Lyle est le fils de Samuel Lyle et étudie en Angleterre avant de s'installer au Canada en 1903. En 1905, il épouse Marie Lynch. S'installant à Lloydminster, Lyle devient lieutenant et intendant du 22e Saskatchewan Light Horse de 1908 à 1911.